# Sakuragawa
Sakuragawa (jap. 桜川市 Sakuragawa-shi) ist eine Stadt in der Präfektur Ibaraki auf Honshū, der Hauptinsel Japans.
Bekannt ist Sakuragawa für seine vielen Steinmetzbetriebe.

## Geographie
Die Stadt liegt nördlich vom Berg Tsukuba am gleichnamigen Fluss Sakuragawa.

## Geschichte
Die Gemeinde entstand am 1. Oktober 2005 aus der Zusammenlegung der Stadtgemeinden Iwase und Makabe sowie der Dorfgemeinde Yamato.

## Sehenswürdigkeit
- Rakuhō-ji

## Verkehr
Sakuragawa liegt an der Nationalstraße 50 zwischen Chikusei und Mito.
Sakuragawa ist mit der Bahn ca. 80 km von Tōkyō entfernt und mit der JR Mito-Linie erreichbar. Haltepunkte der Bahn von Oyama kommend sind Yamato, Iwase und Haguro.

## Angrenzende Städte und Gemeinden
- Tsukuba
- Ishioka
- Kasama
- Mooka

## Persönlichkeiten
- Takahiro Iida (* 1994), Fußballspieler
- Takasu Shirō (1884–1944), japanischer Admiral

## Weblinks

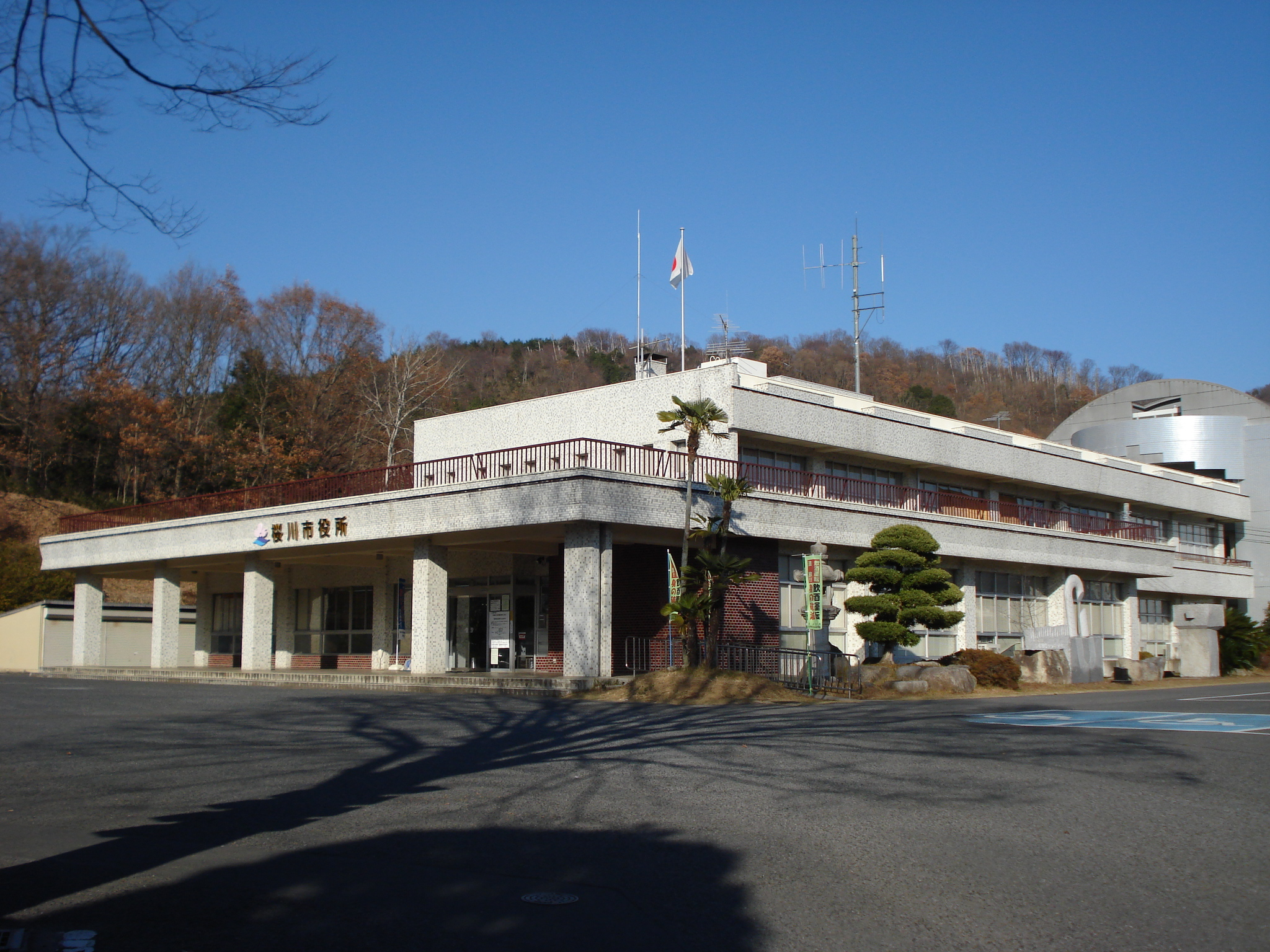
Rathaus von Sakuragawa